# Eiskunstlauf-Weltmeisterschaften 1910
Die 15. Eiskunstlauf-Weltmeisterschaften fanden für die Herrenkonkurrenz am 29. und 30. Januar 1910 in Davos (Schweiz) statt und für die Damen- und Paarkonkurrenz am 4. Februar 1910 in Berlin (Deutsches Kaiserreich).

## Ergebnisse

### Herren
| Platz | Sportler          | Land            |
| ----- | ----------------- | --------------- |
| 1     | Ulrich Salchow    | Schweden        |
| 2     | Werner Rittberger | Deutsches Reich |
| 3     | Andor Szende      | Ungarn          |
| 4     | Per Thorén        | Schweden        |

Punktrichter waren:
- Ludwig Fänner  Österreich
- Tibor von Földváry  Ungarn
- H. D. Faith  Vereinigtes Königreich
- G. Kupka  Österreich
- H. Günther  Schweiz
- P. Birum  Schweiz
- M. Holtz  Schweiz

### Damen
| Platz | Sportlerin       | Land            |
| ----- | ---------------- | --------------- |
| 1     | Lily Kronberger  | Ungarn          |
| 2     | Elsa Rendschmidt | Deutsches Reich |

Punktrichter waren:
- Gilbert Fuchs  Deutsches Reich
- Fritz Hellmund  Deutsches Reich
- O. Hüttig  Deutsches Reich
- F. Otto  Deutsches Reich
- Otto Schöning  Deutsches Reich

### Paare
| Platz | Sportler                           | Land                                      |
| ----- | ---------------------------------- | ----------------------------------------- |
| 1     | Anna Hübler / Heinrich Burger      | Deutsches Reich                           |
| 2     | Ludowika Eilers / Walter Jakobsson | Deutsches Reich / Großfürstentum Finnland |
| 3     | Phyllis Johnson / James H. Johnson | Vereinigtes Königreich                    |

Punktrichter waren:
- K. Eberhardt  Deutsches Reich
- Fritz Hellmund  Deutsches Reich
- O. Hüttig  Deutsches Reich
- P. Kersten  Deutsches Reich
- F. Otto  Deutsches Reich
- Max Rendschmidt  Deutsches Reich
- Otto Schöning  Deutsches Reich

## Medaillenspiegel
| Platz | Land                    | Gold | Silber | Bronze | Gesamt |
| ----- | ----------------------- | ---- | ------ | ------ | ------ |
| 1     | Deutsches Reich         | 1    | 3      | –      | 4      |
| 2     | Ungarn                  | 1    | –      | 1      | 2      |
| 3     | Schweden                | 1    | –      | –      | 1      |
| 4     | Großfürstentum Finnland | –    | 1      | –      | 1      |
| 5     | Vereinigtes Königreich  | –    | –      | 1      | 1      |